# 人数の町
『人数の町』（にんずうのまち）は、2020年9月4日に公開された日本映画。監督は荒木伸二、主演は中村倫也。
簡単な作業と引き換えに衣食住が保証され、享楽に耽ることもでき、出入りも自由だが、決して離れることはできないという奇妙な「町」を舞台に描くディストピアミステリ。
公開2日目の9月5日に、公開記念リモート舞台あいさつが東京・六本木のキノフィルムズで無観客で行われ、都内の劇場に生中継された。

## 製作
監督の荒木が2017年に第1回木下グループ新人監督賞の準グランプリを受賞した作品を映画化したもので、荒木にとっては初の長編映画となる。
荒木は本作の着想のきっかけとして、「人間が『人数』に変わる時、私は怖さを感じる。人が名前を奪われてどんどん塊になっていくと怖くて仕方がないという感じが幼少期からあるので、例えば多数決は大嫌い。現代では、SNSでのいいねの数だったり、人間がどんどん『人数』になっていることが怖い」とコメントしている。

## キャスト
- 蒼山哲也：中村倫也
- 木村紅子：石橋静河[5]
- 末永緑：立花恵理[5]
- 橋野純平[5]
- 植村宏司[5]
- 菅野莉央[5]
- 松浦祐也[5]
- 草野イニ[5]
- 川村紗也[5]
- 柳英里紗[5]
- ポール：山中聡[5]

## スタッフ
- 脚本・監督：荒木伸二
- 音楽：渡邊琢磨
- 製作総指揮：木下直哉
- エグゼクティブプロデューサー：武部由実子
- プロデューサー：菅野和佳奈、関友彦
- 音楽プロデューサー：緑川徹
- 撮影：四宮秀俊
- 照明：秋山恵二郎
- 録音：古谷正志
- 美術：杉本亮
- 装飾：岩本智弘
- 衣装：松本人美
- ヘアメイク：相川裕美
- 制作担当：山田真史
- 編集：長瀬万里
- 整音：清野守
- 音響効果：西村洋一
- 配給：キノフィルムズ
- 制作：コギトワークス
- 製作：木下グループ、「人数の町」製作委員会

## 受賞
- 第42回ヨコハマ映画祭（2020年度）
  - 撮影賞（四宮秀俊、『佐々木、イン、マイマイン』と合わせて）[6]